# Kari Brattset
Kari Skaar Brattset Dale (született: Kari Skaar Brattset, Fredrikstad, 1991. február 15. –) olimpiai, világ- és Európa-bajnok, háromszoros bajnokok ligája-győztes norvég válogatott kézilabdázó, beálló, a Győri Audi ETO KC csapatkapitánya és a norvég válogatott játékosa.

## Pályafutása

### Klubcsapatban
Brattset 2007–2011 között a norvég másodosztályban játszott, majd miután évekig nem sikerült feljutnia csapatával az élvonalba, 2011-ben a Fredrikstad BK-hoz igazolt. Első ott töltött szezonjában csapata egyik húzóembere volt, mégis csak a 11. helyen végzett a bajnokságban és kiesett az első osztályból. Egyből sikerült a visszajutás, a 2013–2014-es bajnokság kezdete előtt azonban sérülést szenvedett, és ki kellett hagynia az első hat mérkőzést. Decemberi visszatérését követően egyből nagyon eredményesen kézilabdázott, a szezon végén bekerült a bajnokság álomcsapatába is. Ezután több csapat is érdeklődött iránta, végül mivel Osloban gyógymasszőrnek tanult, a városhoz közeli, bajnoki hatodik helyezett Glassverket IF ajánlatát fogadta el. Első ott töltött szezonjában bajnoki ezüstérmet szerzett, és indulhatott a 2015–2016-os Bajnokok Ligája selejtezőjében. Rendkívül nehéz volt a feladatuk, hiszen egy selejtezőcsoportba került a címvédő Győri Audi ETO KC-val, amely a magyar bajnokságban csak ezüstérmes lett, így BL-selejtezőre kényszerült. A két csapat egymás elleni csatáját a győri csapat nyerte 30–21-re, Brattset két gólt, illetve három kétperces kiállítása után egy piros lapot szerzett. A bajnokságban újra ezüstérmet ünnepelhetett, majd 2016-ban a keretét jelentősen megerősítő Vipers Kristiansand játékosa lett. 2017 márciusában a hazai bajnokságban 2001 óta veretlen Larvik HK-t sikerült legyőzniük, azon a mérkőzésen Brattsetet választották a mérkőzés legjobbjának. A szezon végén újabb ezüstérmet szerzett a bajnokságban, illetve újra megválasztották az év legjobb beállósának. A 2017–2018-as szezonra tovább erősödött a Vipers kerete, az évad végére sikerült megtörni a Larvik 2005 óta tartó bajnoki sorozatát, és aranyérmes lett a norvég bajnokságban. Ebben a szezonban a Bajnokok Ligája főtábláján is bemutatkozhatott, azonban némi meglepetésre már a csoportkörben búcsúzott csapata. Bratsett 6 mérkőzésen 22 gólt szerzett. A BL kiesést követően az EHF-kupában folytathatta a nemzetközi szereplést, ahol végül döntőig jutott, ott azonban a román SCM Craiovától 52–51-es összesítéssel vereséget szenvedtek.
2018 februárjában nyilvánosságra hozták, hogy a következő szezontól 2+1 évre a magyar bajnoki és Bajnokok Ligája címvédő Győri Audi ETO KC játékosa lesz.
A 2023/24-es szezon előtt a Győr nyilvánosságra hozta, hogy a szezonra csapatkapitányi teamet jelöltek ki, melynek fő tagja Brattset lett.

### Válogatottban
A korosztályos norvég válogatottaknak Brattset sosem volt tagja. 2014-ben került be a norvég B válogatottba. Az A csapatban először 2016 márciusában lépett pályára, tagja volt a rioi olimpiára készülő keretnek, de végül nem került be sem az olimpiára, sem az év végi Európa-bajnokságra utazó csapatba. Első világversenye így a 2017-es világbajnokság lett, amelyről ezüstéremmel térhetett haza. Első válogatottbeli címét a 2020-as Európa-bajnokságon szerezte. Részt vett a 2021-re halasztott tokiói olimpián, ahonnan bronzéremmel térhetett haza. Az azév decemberében rendezett világbajnokságon győztes norvég csapat tagjaként csapatában a legtöbb akciógólt dobta, összesen 38-at. A torna legértékesebb játékosának is megválasztották.

## Sikerei
- EHF-kupa döntős: 2018
- Norvég bajnokság győztese: 2018
- Norvég kupa győztese: 2017
- Világbajnokságon ezüstérmes: 2017
- Női kézilabda-világbajnok aranyérmes: 2021
- Magyar bajnok: 2019, [6] 2022, 2023, 2025
  - Ezüstérmes: 2021, 2024
- Magyar Kupa-győztes: 2019, 2021
  - Ezüstérmes: 2022, 2023, 2024, 2025
- EHF-bajnokok ligája-győztesː 2019,[7] 2024, 2025
  - Ezüstérmes: 2022
  - Bronzérmes: 2021, 2023

Egyéni
- A 2024-es olimpia All Star csapatának beállósa.[8]
- Bajnokok-Ligája Final Four legértékesebb játékosa: 2025[9]

## Magánélete
Párja 2017 óta Kristian Dale. 2019 nyarán házasodtak össze. 2022-ben megszületett első kisfiúk, Nils.